# Gornji Stupnik
Gornji Stupnik – wieś w Chorwacji, w żupanii zagrzebskiej, w gminie Stupnik. W 2011 roku liczyła 2003 mieszkańców.